# Leptomydas corsicanus
Leptomydas corsicanus är en tvåvingeart som beskrevs av Joseph Charles Bequaert 1961. Leptomydas corsicanus ingår i släktet Leptomydas och familjen Mydidae. Inga underarter finns listade i Catalogue of Life.